# Archivo Judío de Chile
El Archivo Judío de Chile (AJCL) es una organización no gubernamental sin fines de lucro chilena que opera como archivo documental y audiovisual de todo lo referido al patrimonio histórico y cultural de los judíos en Chile. Fue fundado en 2016 en Santiago y es administrado por la Fundación para la Preservación de la Memoria del Judaísmo Chileno, manteniendo su sede en la comuna de Providencia. Por su amplia recopilación y colección de documentos únicos e inéditos, el cual bordea sobre los 70 mil ejemplares más 3 mil manuscritos, fue declarado en 2022 como Monumento Histórico Nacional.

## Historia
El archivo nació en 2016 como un proyecto auspiciado por la organización internacional judía, B'nai B'rith, con el financiamiento destinado para su Distrito 27 (Logia Pacífico). Su propósito inicial fue recopilar la mayor cantidad de fuentes primarias de información del judaísmo y del pueblo judío en Chile: documentos, cartas, tarjetas postales, fotografías, videos y otros elementos relacionado con la cultura judaica dentro del contexto nacional chileno. Para ello, contó con la donación de numerosos elementos y artículos por parte de familias judías residentes en el país. 
El 20 de abril de 2022 y mediante un decreto emitido por el Ministerio de las Culturas, las Artes y el Patrimonio chileno, el Archivo Judío fue declarado Monumento Histórico Nacional. En la instancia fue reconocido el aporte de los judíos en la vida pública, política, económica, religiosa, artística, cultural de la República de Chile, quienes pese a ser una minoría étnica y religiosa, son también diversos entre sí en sus diferentes orígenes y no se encuentran aislados, sino que bien integrados a la sociedad nacional chilena. Al mes siguiente, el Archivo firmó un convenio de colaboración con la Biblioteca y Archivo Histórico Emilio Held Winkler (Archivo EHW), con el objetivo de mejorar la cooperación y el acceso a la información entre ambas instituciones referente a los judeoalemanes en el país. También realizan colaboraciones constantes con el Museo Judío Alemán de Santiago.
La institución cuenta con tres líneas de apoyo para su funcionamiento: el financiero mediante donaciones económicas, la donación de material para el archivo y mediante sus diferentes voluntariados.

## Organización
El archivo es dirigido por su Directorio Corporativo, compuesto por siete miembros. Adicionalmente, posee un Equipo de expertos en distintas áreas, tales como traducción, conservación y restauración, comunicaciones y relaciones públicas, edición e informática. El Consejo Asesor está compuesto por nueve miembros especializados en diferentes áreas técnicas y profesionales.

## Colecciones y dependencias

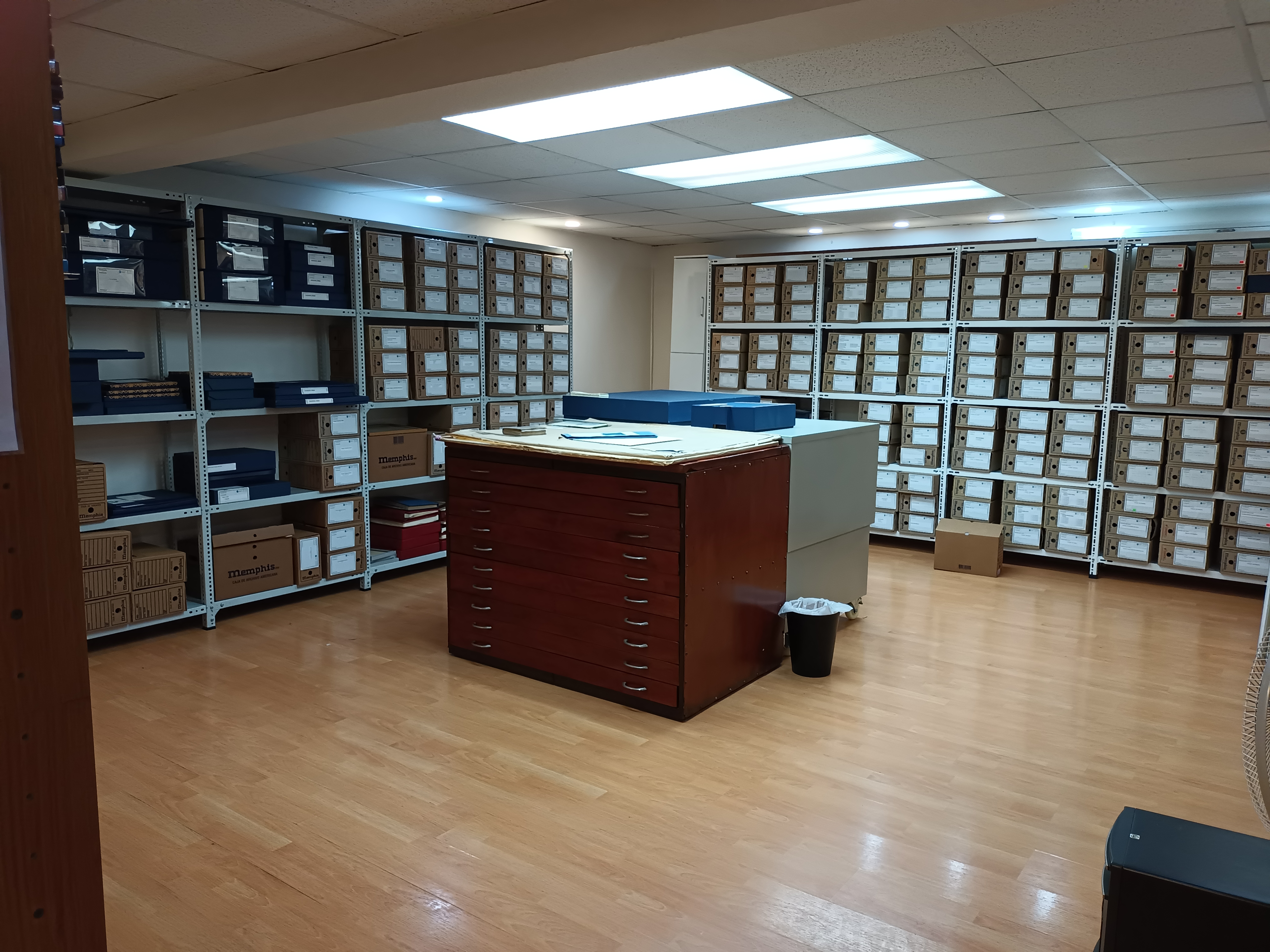
Repositorio Central del Archivo

El archivo consta de un repositorio central y de una biblioteca, en otro salón; además de una sala de reuniones y otra sala dedicada a la labor de restauración y conservación de los objetos del archivo. En su ingreso principal se encuentra un memorial al político judeochileno Ángel Faivovich, así como también imágenes y objetos pertenecientes a otras figuras connotadas de la sociedad chilena y de origen judío, las cuales se encuentran repartidas por los alrededores al interior del recinto. Asimismo, se encuentran en exhibición diferentes objetos de alto valor cultural y patrimonial para el judaísmo chileno, entre los que destaca una menorá que perteneció a la Comunidad Bnei Israel cuando se encontraba en su antigua ubicación en avenida Portugal.